# Behailu Assefa
Behailu Assefa (Awasa, 30 de dezembro de 1989) é um futebolista profissional etíope que atua como meia.

## Carreira
Behailu Assefa representou o elenco da Seleção Etíope de Futebol no Campeonato Africano das Nações de 2013.